# Dobre (Cuyavia)
Dobre [pronunciación en polaco: /ˈdɔbrɛ/] es un pueblo en el distrito administrativo de Gmina Brzuze, dentro del Distrito de Rypin, Voivodato de Cuyavia y Pomerania, en el norte central de Polonia. Se encuentra aproximadamente 10 kilómetros al suroeste de Rypin y 47 kilómetros al este de Toruń.